# 观世音 (2005年电视剧)
《观世音》，中国古装电视剧，是一部佛教题材作品，以星云法师“观世音有千百亿化身，只要心存善念，人人皆是观世音”精神为全剧主轴，以不特定的观世音形象诠释出观世音慈悲为怀精神。2004年拍摄，2005年播出，共分成三个单元「观音妙缘」、「鱼篮观音」、「观音老母」，由演员龙隆饰演的老和尚串联全剧，弘扬人人都可以成观音的理念。2009年3月2日，本剧在台湾人间卫视播出。

## 剧情
- 「观音妙缘」

解元王清平带着家仆张松前往扬州寻找指腹为婚的妻子田素贞，但不幸路遇强盗，阴错阳差之下二人身份错置。王清平被观音庙的和尚救起，而张松被误认为解元，被县吏孙一正接走。张松被田素贞的美色所迷，假借了王清平的身份。田素贞遇上真正的王清平，深为其才华所动，芳心暗许，同时张松的真实身份也被她怀疑。张松贪恋名利越陷越深，几致王清平于死地……
- 「鱼篮观音」

一位相貌秀丽，甜美可人的卖鱼女的出现让金沙镇的男人都渴望与她成亲，好色又惧内的当地首富张大、张大的管家马良、才子李高才三人更是对她倾心。实际上卖鱼女是观音大士的化身，她通过举办诵经比赛点化了马良执著，教化了金沙镇的百姓。
- 「观音老母」

金大顺是一名杀猪为生的屠夫，因年幼丧父家境清寒，脾气暴躁但疼爱妻儿。一场大火妻子丧生，他迁怒于自己的老母，性情更加暴躁，多次闹事都是母亲为他善后。儿子得怪病后，受老和尚点化他一路吃斋念佛前往南海普陀山祈求观音菩萨赐予灵药，但等他跋山涉水赶至普陀山时未见观世音身影，老和尚告诉他堂上老母即为菩萨。金大顺顿悟，向母亲祈求宽恕，儿子也痊愈了，从此他虔诚向佛，事亲至孝，传为美谈。

## 演员
- 龙　隆 饰 老和尚
- 张复建 饰 孙一正
- 任　重 饰 王清平
- 万　茜 饰 田素贞
- 高梓淇 饰 张　松
- 刘越越 饰 田孟杰
- 周　浩 饰 金　虎
- 施　羽 饰 张　大
- 李元伯 饰 马　良
- 沈晓妍 饰 卖鱼女
- 郑国琳 饰 李高才
- 张立威 饰 张　安
- 王　芳 饰 李秀秀
- 李全忠 饰 刘将军
- 刘　明 饰 金　母
- 汪建民 饰 金大顺
- 张植绿 饰 金招福

## 职员
- 统　　筹：陈维政
- 执行制作：杜钢俭
- 制作助理：王泽圆
- 副　　导：杜思君
- 场　　记：梦　捷
- 美术指导：程　路
- 摄影顾问：杨老板
- 摄　　影：曾来平
- 灯　　光：李炳山
- 剪　　辑：刘忆华

## 脚注
1. ↑  台湾人间卫视将播出《观世音》系列电视连续剧 （页面存档备份，存于）2009年02月28日